# Collegio elettorale di Susa (Senato della Repubblica)
Il collegio di Susa fu un collegio elettorale uninominale della Repubblica Italiana appartenente alla Circoscrizione Piemonte; fu utilizzato per eleggere un senatore della Repubblica dalla I alla XI legislatura.

## Storia
Il collegio venne creato nel 1948 secondo la legge n. 29 del 6 febbraio 1948 la quale, pur basandosi sull'impianto proporzionale in vigore per la Camera, rispetto a quest'ultima conteneva alcuni piccoli correttivi in senso maggioritario. Tale legge ebbe il suo definitivo perfezionamento col Testo Unico n°361 del 1957. Differentemente dalla Camera, la legge elettorale del Senato si articolava su base regionale, seguendo il dettato costituzionale (art.57). Ogni Regione era suddivisa in tanti collegi uninominali quanti erano i seggi ad essa assegnati. All'interno di ciascun collegio, veniva eletto il candidato che avesse raggiunto il quorum del 65% delle preferenze: tale soglia, oggettivamente di difficilissimo conseguimento, tradiva l'impianto proporzionale su cui era concepito anche il sistema elettorale della Camera Alta. Qualora, come normalmente avveniva, nessun candidato avesse conseguito l'elezione, i voti di tutti i candidati venivano raggruppati in liste di partito a livello regionale, dove i seggi venivano allocati utilizzando il metodo D'Hondt delle maggiori medie statistiche e quindi, all'interno di ciascuna lista, venivano dichiarati eletti i candidati con le migliori percentuali di preferenza.
Nel 1993, con la cosiddetta Legge Mattarella (Legge n. 276, Norme per l'elezione del Senato della Repubblica), attuata in seguito al referendum abrogativo del 1993, venne istituito per la Camera dei deputati e per il Senato della Repubblica un sistema di elezione misto, in parte maggioritario e in parte proporzionale. Il 75% dei parlamentari dell'assemblea veniva eletto in collegi uninominali tramite sistema maggioritario a turno unico; il restante 25% al Senato veniva eletto tramite recupero proporzionale dei più votati non eletti attraverso un meccanismo di calcolo denominato "scorporo", cioè sottraendo dal conteggio dei voti totali di una lista nella parte proporzionale i voti ottenuti dai candidati collegati alla medesima lista che erano eletti nei collegi uninominali con il sistema maggioritario.
Il collegio di Susa venne pertanto abolito nel 1993.

## Territorio
Il collegio di Susa era uno dei 17 collegi uninominali in cui era suddiviso il Piemonte; comprendeva i seguenti comuni: Ala di Stura, Almese, Alpignano, Avigliana, Balangero, Balme, Bardonecchia, Beinasco, Borgaro Torinese, Borgone Susa, Bruino, Bruzolo, Bussoleno, Buttigliera Alta, Cafasse, Cantoira, Caprie, Caselette, Caselle Torinese, Ceres, Cesana Torinese, Chialamberto, Chianocco, Chiomonte, Chiusa di San Michele, Cirié, Claviere, Coassolo Torinese, Coazze, Collegno, Condove, Corio, Druento, Exilles, Fiano, Germagnano, Giaglione, Giaveno, Givoletto, Gravere, Groscavallo, Grosso, Grugliasco, La Cassa, Lanzo Torinese, Lemie, Mathi, Mattie, Meana di Susa, Mezzenile, Mompantero, Monastero di Lanzo, Moncenisio, Nole, Novalesa, Orbassano, Oulx, Pessinetto, Pianezza, Piossasco, Reano, Rivalta di Torino, Rivoli, Robassomero, Rosta, Rubiana, Salbertrand, San Carlo Canavese, San Didero, San Gillio, San Giorio di Susa, San Maurizio Canavese, Sant'Ambrogio di Torino, Sant'Antonino di Susa, Sauze di Cesana, Sauze d'Oulx, Susa, Trana, Traves, Usseglio, Vaie, Val della Torre, Venalzio, Venaria Reale, Villanova Canavese, Villar Focchiardo, Villarbasse e Viù.

## Dati elettorali

### I legislatura
|                                                                                | Giuseppe Sibille | Democrazia Cristiana           | 58 356  | 46,24 |  |  |  |  |  |
|                                                                                | Luigi Colla      | Fronte Democratico Popolare    | 48 225  | 38,21 |  |  |  |  |  |
|                                                                                | Luigi Bruzzone   | Unità Socialista               | 15 763  | 12,49 |  |  |  |  |  |
|                                                                                | Luigi Oliviero   | Blocco Nazionale               | 2 278   | 1,81  |  |  |  |  |  |
|                                                                                | Cesare Prato     | Partito dei Contadini d'Italia | 1 576   | 1,25  |  |  |  |  |  |
| Totale                                                                         | Totale           | Totale                         | 126 198 | 100   |  |  |  |  |  |
|                                                                                |                  |                                |         |       |  |  |  |  |  |
| Voti non validi                                                                | Voti non validi  | Voti non validi                | 6 002   | 4,54  |  |  |  |  |  |
| Votanti                                                                        | Votanti          | Votanti                        | 132 200 | 92,88 |  |  |  |  |  |
| Elettori                                                                       | Elettori         | Elettori                       | 142 337 |       |  |  |  |  |  |
|                                                                                |                  |                                |         |       |  |  |  |  |  |
| Nota: quorum del 65% non raggiunto; ripartizione dei seggi a livello regionale |                  |                                |         |       |  |  |  |  |  |
| Data: 18 aprile 1948                                                           |                  |                                |         |       |  |  |  |  |  |
| Fonte: Ministero dell'interno                                                  |                  |                                |         |       |  |  |  |  |  |

### II legislatura
|                                                                                | Giuseppe Sibille ✔️ Eletto | Democrazia Cristiana                    | 51 385  | 39,34 |  |  |  |  |  |
|                                                                                | Luigi Colla                | Partito Comunista Italiano              | 32 143  | 24,61 |  |  |  |  |  |
|                                                                                | Michele Giua ✔️ Eletto     | Partito Socialista Italiano             | 25 462  | 19,49 |  |  |  |  |  |
|                                                                                | Vincenzo Ramelia           | Partito Socialista Democratico Italiano | 7 841   | 6,00  |  |  |  |  |  |
|                                                                                | Aldo Ruffi                 | Partito Liberale Italiano               | 6 132   | 4,69  |  |  |  |  |  |
|                                                                                | Oreste Bogino              | Partito Nazionale Monarchico            | 5 772   | 4,42  |  |  |  |  |  |
|                                                                                | Aldo Garosci               | Unità Popolare                          | 1 897   | 1,45  |  |  |  |  |  |
| Totale                                                                         | Totale                     | Totale                                  | 130 632 | 100   |  |  |  |  |  |
|                                                                                |                            |                                         |         |       |  |  |  |  |  |
| Voti non validi                                                                | Voti non validi            | Voti non validi                         | 7 346   | 5,32  |  |  |  |  |  |
| Votanti                                                                        | Votanti                    | Votanti                                 | 137 978 | 93,18 |  |  |  |  |  |
| Elettori                                                                       | Elettori                   | Elettori                                | 148 082 |       |  |  |  |  |  |
|                                                                                |                            |                                         |         |       |  |  |  |  |  |
| Nota: quorum del 65% non raggiunto; ripartizione dei seggi a livello regionale |                            |                                         |         |       |  |  |  |  |  |
| Data: 7 giugno 1953                                                            |                            |                                         |         |       |  |  |  |  |  |
| Fonte: Ministero dell'interno                                                  |                            |                                         |         |       |  |  |  |  |  |

### III legislatura
|                                                                                | Giuseppe Sibille ✔️ Eletto | Democrazia Cristiana                       | 58 021  | 40,96 |  |  |  |  |  |
|                                                                                | Valerio Rossetti           | Partito Comunista Italiano                 | 32 454  | 22,91 |  |  |  |  |  |
|                                                                                | Michele Giua               | Partito Socialista Italiano                | 25 196  | 17,79 |  |  |  |  |  |
|                                                                                | Vincenzo Ramella           | Partito Socialista Democratico Italiano    | 7 934   | 5,60  |  |  |  |  |  |
|                                                                                | Gerardo Jannelli           | Partito Liberale Italiano                  | 5 261   | 3,71  |  |  |  |  |  |
|                                                                                | Atos Ferrari               | Movimento Comunità                         | 4 084   | 2,88  |  |  |  |  |  |
|                                                                                | Carlo Palenzona            | Movimento Autonomista Regionale Piemontese | 3 802   | 2,68  |  |  |  |  |  |
|                                                                                | Bruno Guacci               | Partito Nazionale Monarchico               | 3 729   | 2,63  |  |  |  |  |  |
|                                                                                | Camillo Bechis             | Partito Monarchico Popolare                | 1 182   | 0,83  |  |  |  |  |  |
| Totale                                                                         | Totale                     | Totale                                     | 141 663 | 100   |  |  |  |  |  |
|                                                                                |                            |                                            |         |       |  |  |  |  |  |
| Voti non validi                                                                | Voti non validi            | Voti non validi                            | 8 605   | 5,73  |  |  |  |  |  |
| Votanti                                                                        | Votanti                    | Votanti                                    | 150 268 | 95,00 |  |  |  |  |  |
| Elettori                                                                       | Elettori                   | Elettori                                   | 158 185 |       |  |  |  |  |  |
|                                                                                |                            |                                            |         |       |  |  |  |  |  |
| Nota: quorum del 65% non raggiunto; ripartizione dei seggi a livello regionale |                            |                                            |         |       |  |  |  |  |  |
| Data: 25 maggio 1958                                                           |                            |                                            |         |       |  |  |  |  |  |
| Fonte: Ministero dell'interno                                                  |                            |                                            |         |       |  |  |  |  |  |

### IV legislatura
|                                                                                | Giuseppe Sibille ✔️ Eletto     | Democrazia Cristiana                    | 57 115  | 36,04 |  |  |  |  |  |
|                                                                                | Ferdinando Vacchetta ✔️ Eletto | Partito Comunista Italiano              | 45 248  | 28,55 |  |  |  |  |  |
|                                                                                | Pier Luigi Passoni ✔️ Eletto   | Partito Socialista Italiano             | 26 140  | 16,49 |  |  |  |  |  |
|                                                                                | M. Amprimo                     | Partito Liberale Italiano               | 13 784  | 8,70  |  |  |  |  |  |
|                                                                                | A. Rabino                      | Partito Socialista Democratico Italiano | 12 444  | 7,85  |  |  |  |  |  |
|                                                                                | B. Guacci                      | MSI - PDIUM                             | 3 755   | 2,37  |  |  |  |  |  |
| Totale                                                                         | Totale                         | Totale                                  | 158 486 | 100   |  |  |  |  |  |
|                                                                                |                                |                                         |         |       |  |  |  |  |  |
| Voti non validi                                                                | Voti non validi                | Voti non validi                         | 11 781  | 6,92  |  |  |  |  |  |
| Votanti                                                                        | Votanti                        | Votanti                                 | 170 267 | 95,65 |  |  |  |  |  |
| Elettori                                                                       | Elettori                       | Elettori                                | 178 011 |       |  |  |  |  |  |
|                                                                                |                                |                                         |         |       |  |  |  |  |  |
| Nota: quorum del 65% non raggiunto; ripartizione dei seggi a livello regionale |                                |                                         |         |       |  |  |  |  |  |
| Data: 28 aprile 1963                                                           |                                |                                         |         |       |  |  |  |  |  |
| Fonte: Ministero dell'interno                                                  |                                |                                         |         |       |  |  |  |  |  |

### V legislatura
|                                                                                | Tullio Benedetti ✔️ Eletto | PCI - PSIUP                   | 73 932  | 37,31 |  |  |  |  |  |
|                                                                                | Giuseppe Sibille           | Democrazia Cristiana          | 64 858  | 32,73 |  |  |  |  |  |
|                                                                                | L. Vernetti                | PSI-PSDI Unificati            | 32 075  | 16,19 |  |  |  |  |  |
|                                                                                | R. Tognacca                | Partito Liberale Italiano     | 15 235  | 7,69  |  |  |  |  |  |
|                                                                                | E. Sassi                   | Socialdemocrazia              | 5 219   | 2,63  |  |  |  |  |  |
|                                                                                | S. Lo Greco                | MSI - PDIUM                   | 3 901   | 1,97  |  |  |  |  |  |
|                                                                                | Oreste Giuglar             | Partito Repubblicano Italiano | 2 931   | 1,48  |  |  |  |  |  |
| Totale                                                                         | Totale                     | Totale                        | 198 151 | 100   |  |  |  |  |  |
|                                                                                |                            |                               |         |       |  |  |  |  |  |
| Voti non validi                                                                | Voti non validi            | Voti non validi               | 13 715  | 6,47  |  |  |  |  |  |
| Votanti                                                                        | Votanti                    | Votanti                       | 211 866 | 95,73 |  |  |  |  |  |
| Elettori                                                                       | Elettori                   | Elettori                      | 221 307 |       |  |  |  |  |  |
|                                                                                |                            |                               |         |       |  |  |  |  |  |
| Nota: quorum del 65% non raggiunto; ripartizione dei seggi a livello regionale |                            |                               |         |       |  |  |  |  |  |
| Data: 19 maggio 1968                                                           |                            |                               |         |       |  |  |  |  |  |
| Fonte: Ministero dell'interno                                                  |                            |                               |         |       |  |  |  |  |  |

### VI legislatura
|                                                                                | Franco Antonicelli ✔️ Eletto | PCI - PSIUP                             | 78 793  | 34,11 |  |  |  |  |  |
|                                                                                | A. Favro                     | Democrazia Cristiana                    | 75 821  | 32,82 |  |  |  |  |  |
|                                                                                | A. Stucchi                   | Partito Socialista Italiano             | 28 808  | 12,47 |  |  |  |  |  |
|                                                                                | F. Sefusatti                 | Partito Socialista Democratico Italiano | 17 034  | 7,37  |  |  |  |  |  |
|                                                                                | R. Tognacca                  | Partito Liberale Italiano               | 14 680  | 6,35  |  |  |  |  |  |
|                                                                                | L. Camosso                   | Movimento Sociale Italiano              | 8 379   | 3,63  |  |  |  |  |  |
|                                                                                | Oreste Giuglar               | Partito Repubblicano Italiano           | 7 485   | 3,24  |  |  |  |  |  |
| Totale                                                                         | Totale                       | Totale                                  | 231 000 | 100   |  |  |  |  |  |
|                                                                                |                              |                                         |         |       |  |  |  |  |  |
| Voti non validi                                                                | Voti non validi              | Voti non validi                         | 13 889  | 5,67  |  |  |  |  |  |
| Votanti                                                                        | Votanti                      | Votanti                                 | 244 889 | 95,99 |  |  |  |  |  |
| Elettori                                                                       | Elettori                     | Elettori                                | 255 122 |       |  |  |  |  |  |
|                                                                                |                              |                                         |         |       |  |  |  |  |  |
| Nota: quorum del 65% non raggiunto; ripartizione dei seggi a livello regionale |                              |                                         |         |       |  |  |  |  |  |
| Data: 7 maggio 1972                                                            |                              |                                         |         |       |  |  |  |  |  |
| Fonte: Ministero dell'interno                                                  |                              |                                         |         |       |  |  |  |  |  |

### VII legislatura
|                                                                                | Antonio Berti ✔️ Eletto | Partito Comunista Italiano              | 104 900 | 41,46 |  |  |  |  |  |
|                                                                                | Bruno Fantino           | Democrazia Cristiana                    | 80 123  | 31,67 |  |  |  |  |  |
|                                                                                | Antonino Romeo          | Partito Socialista Italiano             | 29 648  | 11,72 |  |  |  |  |  |
|                                                                                | Ottaviano Battistella   | Partito Socialista Democratico Italiano | 11 475  | 4,54  |  |  |  |  |  |
|                                                                                | Oreste Giuglar          | Partito Repubblicano Italiano           | 8 994   | 3,55  |  |  |  |  |  |
|                                                                                | Piero Capello           | Movimento Sociale Italiano              | 7 741   | 3,06  |  |  |  |  |  |
|                                                                                | Riccardo Formica        | Partito Liberale Italiano               | 6 780   | 2,68  |  |  |  |  |  |
|                                                                                | Gianteresio Vattimo     | Partito Radicale                        | 3 363   | 1,33  |  |  |  |  |  |
| Totale                                                                         | Totale                  | Totale                                  | 253 024 | 100   |  |  |  |  |  |
|                                                                                |                         |                                         |         |       |  |  |  |  |  |
| Voti non validi                                                                | Voti non validi         | Voti non validi                         | 10 783  | 4,09  |  |  |  |  |  |
| Votanti                                                                        | Votanti                 | Votanti                                 | 263 807 | 94,99 |  |  |  |  |  |
| Elettori                                                                       | Elettori                | Elettori                                | 277 731 |       |  |  |  |  |  |
|                                                                                |                         |                                         |         |       |  |  |  |  |  |
| Nota: quorum del 65% non raggiunto; ripartizione dei seggi a livello regionale |                         |                                         |         |       |  |  |  |  |  |
| Data: 20 giugno 1976                                                           |                         |                                         |         |       |  |  |  |  |  |
| Fonte: Ministero dell'interno                                                  |                         |                                         |         |       |  |  |  |  |  |

### VIII legislatura
|                                                                                | Antonio Berti ✔️ Eletto | Partito Comunista Italiano                   | 93 369  | 38,10 |  |  |  |  |  |
|                                                                                | Dante Notaristefano     | Democrazia Cristiana                         | 74 881  | 30,56 |  |  |  |  |  |
|                                                                                | G. Ormezzano            | Partito Socialista Italiano                  | 28 168  | 11,50 |  |  |  |  |  |
|                                                                                | Ottaviano Battistella   | Partito Socialista Democratico Italiano      | 13 375  | 5,46  |  |  |  |  |  |
|                                                                                | Oreste Giuglar          | Partito Repubblicano Italiano                | 9 979   | 4,07  |  |  |  |  |  |
|                                                                                | A. Spadavecchia         | Partito Liberale Italiano                    | 8 590   | 3,51  |  |  |  |  |  |
|                                                                                | G. Ambrosini            | Partito Radicale - Nuova Sinistra Unita      | 7 898   | 3,22  |  |  |  |  |  |
|                                                                                | L. Florio               | Movimento Sociale Italiano                   | 7 403   | 3,02  |  |  |  |  |  |
|                                                                                | E. Morchio              | Costituente di Destra - Democrazia Nazionale | 1 373   | 0,56  |  |  |  |  |  |
| Totale                                                                         | Totale                  | Totale                                       | 245 036 | 100   |  |  |  |  |  |
|                                                                                |                         |                                              |         |       |  |  |  |  |  |
| Voti non validi                                                                | Voti non validi         | Voti non validi                              | 28 171  | 10,31 |  |  |  |  |  |
| Votanti                                                                        | Votanti                 | Votanti                                      | 273 207 | 93,64 |  |  |  |  |  |
| Elettori                                                                       | Elettori                | Elettori                                     | 291 755 |       |  |  |  |  |  |
|                                                                                |                         |                                              |         |       |  |  |  |  |  |
| Nota: quorum del 65% non raggiunto; ripartizione dei seggi a livello regionale |                         |                                              |         |       |  |  |  |  |  |
| Data: 3 giugno 1979                                                            |                         |                                              |         |       |  |  |  |  |  |
| Fonte: Ministero dell'interno                                                  |                         |                                              |         |       |  |  |  |  |  |

### IX legislatura
|                                                                                | Lorenzo Gianotti ✔️ Eletto | Partito Comunista Italiano              | 94 482  | 36,68 |  |  |  |  |  |
|                                                                                | Dante Notaristefano        | Democrazia Cristiana                    | 60 303  | 23,41 |  |  |  |  |  |
|                                                                                | Vincenzo Mattina           | Partito Socialista Italiano             | 30 985  | 12,03 |  |  |  |  |  |
|                                                                                | Danilo Poggiolini          | Partito Repubblicano Italiano           | 19 061  | 7,40  |  |  |  |  |  |
|                                                                                | Renato Altissimo           | Partito Liberale Italiano               | 14 955  | 5,81  |  |  |  |  |  |
|                                                                                | Michele Antinoro           | Movimento Sociale Italiano              | 12 141  | 4,71  |  |  |  |  |  |
|                                                                                | Angelo Voyron              | Partito Socialista Democratico Italiano | 11 713  | 4,55  |  |  |  |  |  |
|                                                                                | Alfredo Viterbo            | Partito Radicale                        | 7 884   | 3,06  |  |  |  |  |  |
|                                                                                | Dante Magnetti             | Democrazia Proletaria                   | 4 188   | 1,63  |  |  |  |  |  |
|                                                                                | Romano Cugnetto            | Lista per Trieste                       | 1 858   | 0,72  |  |  |  |  |  |
| Totale                                                                         | Totale                     | Totale                                  | 257 570 | 100   |  |  |  |  |  |
|                                                                                |                            |                                         |         |       |  |  |  |  |  |
| Voti non validi                                                                | Voti non validi            | Voti non validi                         | 24 030  | 8,53  |  |  |  |  |  |
| Votanti                                                                        | Votanti                    | Votanti                                 | 281 600 | 90,89 |  |  |  |  |  |
| Elettori                                                                       | Elettori                   | Elettori                                | 309 810 |       |  |  |  |  |  |
|                                                                                |                            |                                         |         |       |  |  |  |  |  |
| Nota: quorum del 65% non raggiunto; ripartizione dei seggi a livello regionale |                            |                                         |         |       |  |  |  |  |  |
| Data: 26 giugno 1983                                                           |                            |                                         |         |       |  |  |  |  |  |
| Fonte: Ministero dell'interno                                                  |                            |                                         |         |       |  |  |  |  |  |

### X legislatura
|                                                                                | Lorenzo Gianotti ✔️ Eletto | Partito Comunista Italiano              | 86 412  | 30,77 |  |  |  |  |  |
|                                                                                | G. Donati                  | Democrazia Cristiana                    | 65 367  | 23,27 |  |  |  |  |  |
|                                                                                | M. Soldami                 | Partito Socialista Italiano             | 37 900  | 13,49 |  |  |  |  |  |
|                                                                                | A. Fogliato                | Piemont                                 | 12 835  | 4,57  |  |  |  |  |  |
|                                                                                | Danilo Poggiolini          | Movimento Sociale Italiano              | 12 043  | 4,29  |  |  |  |  |  |
|                                                                                | M. Fenoglio                | Partito Repubblicano Italiano           | 11 558  | 4,12  |  |  |  |  |  |
|                                                                                | Maria Adelaide Aglietta    | Partito Radicale                        | 11 547  | 4,11  |  |  |  |  |  |
|                                                                                | M. Bonino                  | Piemont Autonomia Regionale             | 10 675  | 3,80  |  |  |  |  |  |
|                                                                                | G. Perona                  | Partito Liberale Italiano               | 8 672   | 3,09  |  |  |  |  |  |
|                                                                                | C. Chiaberge               | Lista Verde                             | 7 771   | 2,77  |  |  |  |  |  |
|                                                                                | Angelo Voyron              | Partito Socialista Democratico Italiano | 7 224   | 2,57  |  |  |  |  |  |
|                                                                                | D. Magnetti                | Democrazia Proletaria                   | 4 783   | 1,70  |  |  |  |  |  |
|                                                                                | C. Iacobellis              | Liga Veneta - Pensionati Uniti          | 1 906   | 0,68  |  |  |  |  |  |
|                                                                                | B. Guazzone                | Movimento di Liberazione Fiscale        | 1 760   | 0,63  |  |  |  |  |  |
|                                                                                | E. E. Mo                   | Alleanza Popolare Pensionati            | 404     | 0,14  |  |  |  |  |  |
| Totale                                                                         | Totale                     | Totale                                  | 280 857 | 100   |  |  |  |  |  |
|                                                                                |                            |                                         |         |       |  |  |  |  |  |
| Voti non validi                                                                | Voti non validi            | Voti non validi                         | 18 426  | 6,16  |  |  |  |  |  |
| Votanti                                                                        | Votanti                    | Votanti                                 | 299 283 | 91,32 |  |  |  |  |  |
| Elettori                                                                       | Elettori                   | Elettori                                | 327 720 |       |  |  |  |  |  |
|                                                                                |                            |                                         |         |       |  |  |  |  |  |
| Nota: quorum del 65% non raggiunto; ripartizione dei seggi a livello regionale |                            |                                         |         |       |  |  |  |  |  |
| Data: 14 giugno 1987                                                           |                            |                                         |         |       |  |  |  |  |  |
| Fonte: Ministero dell'interno                                                  |                            |                                         |         |       |  |  |  |  |  |

### XI legislatura
|                                                                                | Giuseppe Cozza             | Democrazia Cristiana                    | 53 345  | 17,47 |  |  |  |  |  |
|                                                                                | Lorenzo Gianotti ✔️ Eletto | Partito Democratico della Sinistra      | 53 253  | 17,44 |  |  |  |  |  |
|                                                                                | Marco Preioni              | Lega Nord                               | 47 631  | 15,60 |  |  |  |  |  |
|                                                                                | Ivan Grotto                | Partito Socialista Italiano             | 43 523  | 14,25 |  |  |  |  |  |
|                                                                                | Luciano Manzi              | Partito della Rifondazione Comunista    | 27 158  | 8,89  |  |  |  |  |  |
|                                                                                | Michele Giuva              | Movimento Sociale Italiano              | 14 645  | 4,80  |  |  |  |  |  |
|                                                                                | Angela Tedino              | Partito Repubblicano Italiano           | 13 669  | 4,48  |  |  |  |  |  |
|                                                                                | Giorgio Gardiol            | Federazione dei Verdi                   | 11 696  | 3,83  |  |  |  |  |  |
|                                                                                | Marco Pasetto              | Lega Alpina Piemont                     | 9 811   | 3,21  |  |  |  |  |  |
|                                                                                | Carlo Patrucco             | Partito Liberale Italiano               | 9 011   | 2,95  |  |  |  |  |  |
|                                                                                | Carmelo Alessi             | Partito Pensionati                      | 4 635   | 1,52  |  |  |  |  |  |
|                                                                                | Alberto Garnerone          | Partito Socialista Democratico Italiano | 4 457   | 1,46  |  |  |  |  |  |
|                                                                                | Carmelo di Mauro           | Sì Referendum                           | 4 195   | 1,37  |  |  |  |  |  |
|                                                                                | Giorgio Morre              | Verdi Verdi                             | 4 061   | 1,33  |  |  |  |  |  |
|                                                                                | Salvatore Vezzosi          | La Lega Casalinghe-Pensionati           | 3 247   | 1,06  |  |  |  |  |  |
|                                                                                | Mauro Della Valle          | Federalismo - Pensionati Uomini Vivi    | 989     | 0,32  |  |  |  |  |  |
| Totale                                                                         | Totale                     | Totale                                  | 305 326 | 100   |  |  |  |  |  |
|                                                                                |                            |                                         |         |       |  |  |  |  |  |
| Voti non validi                                                                | Voti non validi            | Voti non validi                         | 19 067  | 5,88  |  |  |  |  |  |
| Votanti                                                                        | Votanti                    | Votanti                                 | 324 393 | 90,72 |  |  |  |  |  |
| Elettori                                                                       | Elettori                   | Elettori                                | 357 587 |       |  |  |  |  |  |
|                                                                                |                            |                                         |         |       |  |  |  |  |  |
| Nota: quorum del 65% non raggiunto; ripartizione dei seggi a livello regionale |                            |                                         |         |       |  |  |  |  |  |
| Data: 5 aprile 1992                                                            |                            |                                         |         |       |  |  |  |  |  |
| Fonte: Ministero dell'interno                                                  |                            |                                         |         |       |  |  |  |  |  |